# أحكام الراء
حرف الراء  تختلف أحكامه من ناحية التفخيم والترقيق وذلك في الأحوال التالية:

## تفخيم الراء
- إذا كانت مفتوحة أم مضمومة، مثل : رَبّنا، رُزقنا
- إذا كانت ساكنة بعد فتح أو ضم، مثل : فاَرْتقب، الأمُورْ
- إذا كانت ساكنة بعد كسر أصلي وبعدها حرف استعلاء مضموم أو مفتوح في كلمة واحدة، مثل :مِرْصادا، قِرْطاس، فِرْقة
- إذا كانت ساكنة بعد كسر عارض، مثل : ارْجِعوا إلى ابيكم

## جواز تفخيم الراء وترقيقها
- إذا سكنت الراء في آخر الكلمة وكان الساكن الفاصل بينها وبين الكسر حرف استعلاء ساكن مثل مِصْر قِطْر.
- ترقق في الوصل وترقق وتفخم في الوقف مثل :

فأسْرِ (سورة هود –سورة الحجر –سورة الدخان) 
أن أسر (سورة طه – سورة الشعراء) 
يَسْر (سورة الفجر) 
ْوَنُذْر (سورة القمر) 
القطر (سورة سبأ)
- إذا كانت ساكنة وقبلها كسر أصلي وبعدها حرف استعلاء مكسور مثل : فِرْقٍ

## ترقيق الراء
- إذا كانت مكسورة مثل : رِزقا
- إذا كانت ساكنة بعد ياء ساكنة مثل : خيْر، قديْر
- إذا كانت ساكنة بعد كسر أصلي وليس بعدها حرف استعلاء مضموم أو مفتوح مثل : أنِذرْهم، فِرْعون، واصبِر، شِرذمة
- إذا جاء بعدها ياء مثل : مجريها

## باب الراءات في متن الجزرية
وَرَقِّقِ الرَّاءَ إِذَا مَا كُسِرَتْ ... كَذَاكَ بَعْدَ الْكَسْرِ حَيْثُ سَكَنَتْ
إِنْ لَمْ تَكُنْ مِنْ قَبْلِ حَرْفِ اسْتِعْلاَ ... أَوْ كَانَتِ الْكَسْرَةُ لَيْسَتْ أَصْلاَ
وَالْخُلْفُ فِي: فِرْقٍ؛ لِكَسْرٍ يُوجَدُ ... وَأَخْفِ تَكْرِيراً إِذَا تُشَدَّدُ